# 10238 Ananyakarthik
10238 Ananyakarthik este o planetă minoră (asteroid), cu un diametru de 3,068 km, din centura de asteroizi. A fost descoperită pe 26 septembrie 1998 la Experimental Test Site⁠(d) de Lincoln Near-Earth Asteroid Research. 
Obiectul prezintă o orbită caracterizată de o semiaxă mare de 2,1545565 UAi, o excentricitate de 0,15, o înclinație de 3,61092 ° în raport cu ecliptica.